# خابریتسه
خابریتسه (به چکی: Chabeřice) یک منطقهٔ مسکونی در جمهوری چک است که در ناحیه کوتنا هورا واقع شده‌است. خابریتسه ۷٫۹۶ کیلومتر مربع مساحت و ۲۴۳ نفر جمعیت دارد و ۳۶۱ متر بالاتر از سطح دریا واقع شده‌است.